# Heinrich Philipp Konrad Henke
Heinrich Philipp Konrad Henke ou Henri-Philippe-Conrad Henké (3 juillet 1752 dans la principauté de Brunswick-Wolfenbüttel – 2 mai 1809) est un théologien et professeur universitaire allemand. Il est surtout connu pour ses écrits sur l'histoire de l'Église catholique.

## Biographie
Heinrich Philipp Konrad Henke (francisé en « Henri-Philippe-Conrad Henké ») naît le 3 juillet 1752 à Hehlen dans la principauté de Brunswick-Wolfenbüttel. Il est formé au gymnasium de Brunswick puis à l'université d'Helmstedt. Cette université l'engage comme professeur associé de philosophie en 1777 puis de théologie l'année suivante. En 1780, il est nommé professeur ordinaire en théologie. Il enseigne à l'université d'Helmstedt jusqu'en 1809.
En 1786, il est nommé abbé de l'abbaye de Michaelstein. En 1803, il est nommé président adjoint de Carolinum in Braunschweig. Henke participe à l'effort de rationalisation allemand de la théologie.
Il a aussi été éditeur du magazine Magazin für die Religionsphilosophie, Exegese und Kirchengeschichte (1793-1804) et de l’Archiv für die neueste Kirchengeschichte (1794-1799).
Heinrich Philipp Konrad Henke meurt le 2 mai 1809.

## Œuvres
Son ouvrage principal, en plusieurs volumes, est Allgemeine Geschichte der christlichen Kirche nach der Zeitfolge (Histoire générale de l'Église chrétienne dans l'ordre chronologique), qui a reçu les éloges du théologien protestant allemand Ferdinand Christian Baur le qualifiant « comme l'un des plus exquis ouvrages littéraires »,.
Henke a publié plusieurs autres ouvrages, dont :
- Lineamenta institutionum fidei Christianae historico-criticarum (1793).
- Opuscula academica, theologici potissimum argumenti (1802)[7].

### Citations originales
1. ↑  (de) « als eins der vorzüglichsten Werke der Litteratur »